# 45 Aurigae
45 Aurigae, som är stjärnans Flamsteed-beteckning, eller PLX 1468.2,  är en dubbelstjärna i den norra delen av stjärnbilden Kusken. Den har en kombinerad skenbar magnitud på ca 5,34 och är svagt synlig för blotta ögat där ljusföroreningar ej förekommer. Baserat på parallaxmätning inom Hipparcosuppdraget på ca 16,9 mas, beräknas den befinna sig på ett avstånd på ca 193 ljusår (ca 59 parsek) från solen. Den rör sig närmare solen med en heliocentrisk radialhastighet på ca –0,4 km/s.

## Egenskaper
Primärstjärnan 45 Aurigae A är en gul till vit stjärna i huvudserien av spektralklass F5 V. Den har en massa som är ca 1,2 solmassor, en radie som är ca 3,7 solradier  och utsänder ca 22 gånger mera energi än solen från dess fotosfär vid en effektiv temperatur på ca 6 500 K.
45 Aurigae är en snäv, enkelsidig spektroskopisk dubbelstjärna med en cirkulär bana med en kort period på 6,5 dygn. Stjärnorna har i medeltal en vinkelseparation på 0,963 mas. Följeslagaren har en minsta massa av 42 procent av solens massa.